# Язык меньшинства
Язы́к меньшинства́ (также миноритарный язык) — язык, используемый находящейся в меньшинстве частью населения определённой территории (страны, края, региона). 
Таковая часть населения обозначается как лингвистическое, или языковое меньшинство. По состоянию на 2019 год в мире насчитывалось 196 суверенных государств, при этом общее число отдельных употребляемых языков колеблется в зависимости от классификации от 5 до 7 тысяч. Большинство языков из этого числа являются языками меньшинств в государстве, но не в своей стране (крае, регионе). Некоторые языки меньшинств имеют официальный статус (например, ирландский язык в Ирландии, многочисленные коренные языки Боливии). Языки некоторых наций зачастую считаются языками меньшинств, если данные нации не контролируют институты государственного управления на определённой территории полностью или в части языковой политики (например, курды в Турции, ашкеназы в Царстве Польском).

## Право и международная политика

### Европа

Члены Совета Европы, подписавшие и ратифицировавшие Хартию
Члены Совета Европы, подписавшие, но не ратифицировавшие Хартию
Члены Совета Европы, не подписавшие и не ратифицировавшие Хартию
Прочие страны Источник: список подписавшихся стран на сайте Совета Европы.

Для целей Европейской хартии региональных языков и языков меньшинств:
«региональные языки или языки меньшинств» означает языки, которые:
1. традиционно используются на данной территории государства гражданами данного государства, которые формируют группу, численно не превосходящую остальные группы населения данного государства, вместе взятые; и
2. отличны от официального(ых) языка(ов) данного государства.

В большинстве европейских стран языки меньшинств определены законодательно или конституционно и получают различные виды официальной поддержки. В 1992 г. для защиты и поддержания исторических региональных языков и языков меньшинств в Европе Совет Европы принял Европейскую хартию региональных языков и языков меньшинств.
Однако не все страны континента подписали Хартию, а из числа подписавших — не все её ратифицировали. Более того, в некоторых странах, не подписавших Хартию, наблюдаются серьёзные проблемы с нарушением языковых прав меньшинств (Эстония, Украина, Латвия). В Эстонии и на Мальте, например, отказ подписать или ратифицировать Хартию связан с нежеланием национальных элитных групп данных стран признать мировые языки бывших империй (русский и английский, соответственно) в качестве языков меньшинств даже при наличии де-факто пользующейся ими части населения (иногда преобладающей по численности). Национальные элиты объясняют это тем, что символическое, культурное и политическое значение данных мировых языков способно настолько усилить ту часть населения, которая находится в численном меньшинстве, что дополнительные права (такие как статус языка меньшинства), предоставленные такому мировому языку, могут привести к быстрому упадку государственного языка (считающегося элитой национальным). Национальные элиты критикуют Хартию также по причине того, что для защиты своих прав на неё ссылаются сторонники части населения, имеющего собственное национальное самосознание, отличное от самосознания представителей элиты.

### Канада
Термин «язык меньшинства» (англ. minority language) используется в Канаде в заголовке статьи 23 конституции, которая гарантирует образовательные права официальным сообществам языковых меньшинств. Под языком меньшинства в Канаде обычно понимают один из двух официальных языков, на котором в конкретной провинции или территории говорит меньшинство населения (то есть английский язык в Квебеке, французский язык во всей Канаде, кроме Квебека).

## Политика
Языки меньшинств могут маргинализироваться по ряду причин: из-за относительно небольшого числа пользователей, падения их численности, популярного заблуждения о бескультурности и примитивности их носителей или позиционирования языка меньшинства как диалекта языка большинства. Иногда поддержка языков меньшинств воспринимается как поддержка сепаратизма, как в случае с возрождением кельтских языков на Британских островах (ирландского, валлийского, гэльского, мэнского, корнского и бретонского). Преобладающая культура может, например, считать угрозой единству языки иммигрантского меньшинства, указывая, что такие сообщества (сообщество хозяев и сообщество иммигрантов) не интегрируются в общую культуру. Часто политические системы намеренно лишают поддержки языки меньшинств в части образования и социальных услуг.
Носители языка большинства могут изучать языки меньшинств и иногда это становится популярным.
В ходе переписей населения в некоторых странах при этом может обнаружиться, что численность населения, причисляющего себя к тому или иному этносу, значительно превышает численность способных свободно разговаривать на языке этого этноса. Это говорит о том, что причисление себя к этносу в данных случаях происходит не по языковому признаку, а по признаку традиционной или генетической аффилированности.

### Спорные вопросы
Существует либеральное мнение, что государственная защита официального языка с большинством носителей нарушает права носителей языка меньшинства. В марте 2013 г. независимый эксперт ООН по проблемам меньшинств Рита Ижак заявила, что «защита прав лингвистического меньшинства — это гарантия прав человека и необходимый компонент надлежащего управления и усилий по предотвращению противоречий и конфликтов и по построению равного и социально-политически стабильного общества».
В Словакии, например, венгерское сообщество обычно считает «языковой закон 1995 года» дискриминационным и противоречащим Европейской хартии региональных языков и языков меньшинств. Большинство же словаков считает, что права носителей языков меньшинств гарантированы в соответствии с высочайшими европейскими стандартами и не ущемлены государственным языком, пусть и имеющим преимущественное положение. Языковой закон провозглашает, что «словацкий язык пользуется предпочтительным статусом перед остальными языками, используемыми в Словацкой Республике». После поправки 2009 г. за правонарушение в сфере защиты предпочтительного статуса государственного языка предусмотрен штраф до 5000 EUR,— например, если название магазина указано вначале на языке меньшинства и лишь после — на словацком языке, если в двуязычном тексте часть на языке меньшинства написана более крупным шрифтом, чем словацкий эквивалент, или если госслужащий или врач в общине, где языковое меньшинство составляет менее 20 % населения, общается с носителем языка меньшинства на языке меньшинства.
Жестовые языки зачастую не считаются правительствами естественными языками (в том числе языками меньшинства, нуждающимися в поддержке), хотя исследования показывают, что они представляют из себя независимые языки.
За признание в качестве языков меньшинств борются носители вспомогательных языков, которые используются как второй язык и имеют мало носителей, для которых язык является родным.

## Примеры языков меньшинств, не имеющих соответствующего признания
Данные языки имеют статус национальных языков и используются большинством населения, по крайней мере, одной страны мира, но не признаны в некоторых других странах, в которых проживает значительное число использующих их граждан, являющихся языковым меньшинством:
- Албанский язык: не имеет признания в Греции, где 4 % населения считает себя этническими албанцами.
- Болгарский язык: не признан языком меньшинства в Греции.
- Венгерский язык: признан языком меньшинства в Словакии (520 000 носителей, примерно 10 % населения), при этом в Словакии законодательство устанавливает значительные ограничения для венгерского языка (см. раздел выше).
- Македонский язык: не признан в качестве языка меньшинства в Греции и Болгарии.
- Немецкий язык: в качестве языка меньшинства не имеет признания во Франции.
- Польский язык: не признан языком меньшинства в Литве.
- Румынский язык: официальный язык в сербской Воеводине (30 000 носителей), но не имеет официального статуса на всей остальной территории Сербии, где проживает ещё 5300 носителей языка (2011)[9]. Сайт Ethnologue оценивает число носителей румынского языка в Сербии в размере 250 000 Romanian человек (1999)[10].
- Русский язык: не признан официальным языком или языком меньшинства на Украине, в Эстонии и Латвии в силу контроля за государственной властью в этих странах со стороны активных национальных элит (несмотря на то что носителями русского языка является более 25 % населения данных стран).
- Сербский язык: после принятия новой конституции 2007 года перестал быть официальным языком в Черногории и признан языком меньшинства, хотя 63,49 % населения этой страны признаёт его в качестве родного.

## Примеры языков со значительным числом носителей, не составляющим большинства ни в одной стране мира
К крупным (свыше 1 млн человек) языковым сообществам, не составляющим большинства ни в одной стране мира и получившим статус официального для своего языка, по крайней мере, в одной стране, относятся:
- Маратхи: 83 млн носителей; официальный статус в Индии
- Тамильский язык: 70 млн носителей; официальный статус в Индии, на Шри-Ланке и в Сингапуре
- Берберские языки: 45 млн носителей; официальный статус в Марокко, Алжире и Ливии
- Курдский язык: 42 млн носителей; официальный статус в Ираке
- Африкаанс: 13 млн носителей; официальный статус в ЮАР, признан региональным языком в Намибии
- Каталанский язык: 9 млн носителей; официальный статус в Андорре, региональный язык в сообществах Каталонии, Валенсии под названием валенсийского языка и на Балеарских островах. Региональный язык в Италии и особо на острове Сардинии в Альгеро.
- Нижнесаксонские диалекты Нидерландов: 4,8 млн носителей; статус языка меньшинства в Нидерландах и Германии.
- Галисийский язык: 3—4 млн носителей; региональный статус в Галисии (Испания).
- Лимбургский язык: 2 млн носителей; статус языка меньшинства в Нидерландах, Бельгии и Германии.
- Сардинский язык: 1,35 млн носителей; региональный статус на Сардинии

## Языковое наследие
Языковым наследием признаётся любой из тысяч языков, используемых в настоящее время в мире. Термин был предложен народом рама из Никарагуа как альтернатива терминам «унаследованный язык», «автохтонные языки» и «этнический язык», которые показались данному народу уничижительными в местном контексте. Этот термин стал использоваться в контексте публичных чтений.
Термин языковое наследие подчёркивает желание людей, говорящих на родном для них языке, поддерживать его использование в будущем:
Понятие наследия точно подходит для объекта, который был почти утерян ранее, но затем обнаружен и показан миру. Оно также связано с конкретным народом, который внёс свой реальный вклад в эстафету наследия и может и хочет показывать своё собственное сокровище миру.
Данный термин не связан ни с термином «исчезающие языки», для которого имеются свои объективные критерии, ни с термином «унаследованный язык», означающим конечную характеристику языка, употребляемого в качестве второго в семьях, где активнее говорят на другом преобладающем языке.